# UNEP World Conservation Monitoring Centre
Das United Nations Environment Programme World Conservation Monitoring Centre, kurz UNEP-WCMC, auch World Conservation Monitoring Centre (auf Deutsch UNEP Weltüberwachungszentrum für Naturschutz), ist ein Exekutivorgan der zwischenstaatlichen Umweltorganisation Umweltprogramm der Vereinten Nationen (UNEP). UNEP-WCMC, mit Sitz in Cambridge, Großbritannien, wurde am 8. Juli 2000 als eine Kooperation zwischen der UNEP und der in England ansässigen Naturschutzorganisation WCMC 2000 mit dem Ziel gegründet, die UNEP bei der Datenerhebung in Sachen Biodiversität zu unterstützen, auf Anforderung entsprechende wissenschaftliche Forschung zu betreiben und Empfehlungen zur Erstellung von Richtlinien zum Artenschutz abzugeben.
Während für die UNEP der Vorteil in der Kooperation mit der WCMC 2000 darin lag, Zugriff auf Biodiversitäts-Informationen und Unterstützung zur Entscheidungsfindung in Sachen Artenschutz zu bekommen, sah die WCMC 2000 ihren Vorteil darin, ihren Zugang und Einfluss auf Entscheidungsträger zu vergrößern, um so ihre Ziele in Sachen Artenschutz besser durchsetzen zu können.

## Geschichte
Die Wurzeln des UNEP World Conservation Monitoring Centre gehen zurück auf das Jahr 1979, als das Institut von der International Union for Conservation of Nature and Natural Resources (IUCN) in Cambridge mit dem Ziel gegründet wurde, die Entwicklung von gefährdeten Arten in der Welt zu beobachten und entsprechend zu dokumentieren. 1988 wurde das Institut dann in ein Joint-Venture eingebunden, über welches das World Conservation Monitoring Centre gegründet wurde.
Zu den Gründungsorganisationen zählten die IUCN selbst, das United Nations Environment Programme (UNEP) und der World Wide Fund for Nature (WWF). Die so neu entstanden unabhängige Non-Profit-Organisation, die am 9. Januar 1989 in Großbritannien den Charity-Status erhielt, erwarb sich mit ihren Aktivitäten in Sachen weltweiten Artenschutz in den Folgejahren internationale Anerkennung. Im Juli 2000 erfolgte dann die Kooperation mit UNEP, infolgedessen das World Conservation Monitoring Centre seinen Namen aufgab und sich in WCMC 2000 umbenannte. Das neu geschaffene Unternehmen wurde UNEP World Conservation Monitoring Centre genannt und untersteht seitdem der UN.

## Aktivitäten

### One Ocean Programme
Im Jahr 2007 beschloss das UNEP-WCMC, seine Daten und sein Wissen über die Ozeane zusammenzufassen und ein Programm zu entwerfen, welches das Zusammenwirken in den Ozeanen und die Bedeutung, die die Artenvielfalt für die Ozeanen und deren Küstenregionen hat, reflektiert. Das Programm sollte die Informationsbedürfnisse, die die unterschiedlichsten Interessengruppen und die Menschen in aller Welt haben, berücksichtigen, notwendige Informationen zur Verfügung zu stellen und Prozesse und Zusammenhänge verständlich zu machen. Das Programm ist weiterhin aktiv.

### Bewertung des Ökosystems
Das Programm wurde 2006 begonnen, um den wachsenden Bedarf an Informationen über den Status und die Entwicklungstrends des Welt-Ökosystems zu decken. Es baute auf Beurteilung und Bewertungen der Artenvielfalt auf und versuchte auf dieser Basis die bestmöglichen verfügbaren Informationen für eine breite Masse von Entscheidungsträgern aufzubereiten. Das Programm ist weiterhin aktiv.

### Klimaveränderung und Artenvielfalt
Das UNEP-WCMC versucht hiermit die Zusammenhänge von Klimaveränderungen und deren Einflüssen auf die Artenvielfalt zu dokumentieren und Entscheidungsträgern zugänglich zu machen. Das Programm wurde schon 1998, damals noch vom World Conservation Monitoring Centre gestartet und verweist auf eine lange Liste an durchgeführten Workshops und Konferenzen zu diesem Thema.

### Naturschutzparks und Weltkulturerbe
Bereits 1981 wurde eine Datenbank für geschützte Gebiete in der Welt aufgebaut. Der Datenbestand geht heute sogar über die geschützten Gebiete hinaus und erfasst auch Bereiche, die noch nicht nach IUCN-Einteilung kategorisiert sind, aber als schutzwürdig gelten könnten. Heute kann sich die World Database on Protected Areas (WDPA) als die größte ihrer Art bezeichnen und wird u. a. auch bei Umweltkatastrophen zur Informationsbeschaffung genutzt.
Des Weiteren soll mit dem Projekt Vision 2020 über eine Langzeituntersuchung der menschliche Einfluss auf geschützte Gebiete besser untersucht und verstanden werden. Ziel ist es über diese Langzeitbetrachtung auch bessere Konzepte und Strategien für längere Zeiträume entwickeln zu können.

### Proteus 2012
Das Proteus 2012-Projekt hatte bereits einen Vorgänger, der von 2004 an über 5 Jahre laufen sollte. Zielsetzung des Projektes war es damals, Biodiversitäts-Informationen für die Welt besser und freier verfügbar zu machen. 2007, nach bereits drei Jahren, wurde das Projekt überdacht und erweitert. Ziel bis 2012 ist es nun:
- die bereits verfügbare Datenbank WDPA in der bestmöglichen Weise der Öffentlichkeit zugänglich zu machen.
- mit anderen führenden Organisation des Artenschutzes zusammenzuarbeiten und deren bestehenden Informationen mit der WDPA-Datenbank zu verknüpfen, zu integrieren und vollständig kompatibel zu machen, so dass z. B. Entscheidungsträger jederzeit über die bestmöglichen Informationen über die eventuellen Auswirkungen ihrer Entscheidung verfügen können.
- über ein Wiki-ähnliches Browserwerkzeug die Möglichkeit zu schaffen, Informationen über kritische Vorgänge an den Küsten und im küstennahen Ökosystem kontinuierlich einpflegen zu können.[9]

### Online-Daten und -Publikationen
Das UNEP-WCMC bietet u. a. reichhaltige und frei verfügbare Informationen online zu den Themen:
- Interactive Maps
- Species Information
- Global Biodiversity Atlases
- Critical Ecosystems
- Biodiversity Indicators
- International Policy
- Emergency Response
- Computational Tools
- UNEP-WCMC Publications

an, jeweils in englischer Sprache.
Eine Liste aller verfügbaren Publikationen ist hier unter den Einzelnachweisen zu finden.